# Малий Ярослав Віталійович
Моше Пінхас (Ярослав Віталійович) Малий (11 лютого 1973, Кривий Ріг) — український співак. Вокаліст гуртів ТОКИО, МАЧЕТЕ та HAVAKUK, автор пісень, композитор.

## Біографія
Ярослав Малий народився 11 лютого 1973 року в місті Кривий Ріг. Навчався в Київському музичному училищі, але був відрахований з третього курсу. Після відрахування, в 1991 році, вирішив перебратися до Москви.
Одурманений наркотиками, Ярослав ночами пропадав у рок-клубах і залежність від наркотиків ставала все сильніше і сильніше.

У 2002 році Ярослав став вокалістом відомого російського рок-гурту ТОКИО. В якому також грали басист Дмитро Курченко, Сергій Ненашев і Максим Богоявленський (гітара), клавішник Ілля Язов, барабанщик Роман Титенштейн. Назва гурту символізує рух енергії — струми рос. "токи", і не має ніякого відношення до японської столиці. Брав участь у фестивалі «Максідром-2003».
У 2004 році музиканти випустили свій перший альбом, який назвали «Токіо», у 2006 — другий «Puls 200», і в цьому ж році здобули приз «Матрьошку» MTV Music Awards.
Пізніше гурт записав саундтрек до фільму «9 рота». У 2009 році ТОКИО записала композицію до комп'ютерної гри Need for Speed Shift, альбом «Вибираю любов» та саундтрек до фільму «Обитаемый остров».
У 2011 році Ярослав створює новий гурт «Мачете», який вже восени того ж року записав пісню «Нежность» та кліп до неї. Влітку 2011 року виступив на сцені шоу Голос країни у дуеті з Валерієм Харчишиним. Гурт також бере участь у фестивалі «Red Rocks».

## Громадянська позиція
На початку грудня 2013 року співак підтримав українців, які мітингують у центрі Києва і навіть звернувся до влади України, де просить не допустити кровопролиття:

На площу виходять мирні люди і у них є своя думка.

На початку травня 2015 року Ярослав Малий в інтерв'ю заявив про те, що разом з родиною перебирається в Україну
«Там (в Росії) неможливо знаходитися через ту кількість брехні, ми вирішили, що нам і нашим дітям буде правильно тут знаходитися, щоб підтримати свою країну, тому що я громадянин України. А також через дітей, щоб вони росли хоча б у відносно демократичному суспільстві.»
2019 року Малий зі своїм гуротом «Machete» відновив концертну діяльність у Росії.
Після російського вторгнення в Україну він припинив концертну діяльність у Росії, але у 2023 році Малий заявив, що 2 червня 2023 року виступить у Санкт-Петербурзі, а 2 липня та 30 вересня – у Москві.

## Сім'я
Одружений з жінкою на ім'я Рахель Ора Малий, що займається менеджментом проектів МАЧЕТЕ та HAVAKUK.

## Дискографія
- ТОКИО, Tokio (2004)
- ТОКИО, Puls 200 (2006)
- ТОКИО, Выбираю любовь (2009)
- МАЧЕТЕ, Мачете (2012)
- ТОКИО, Magic (2013)

## Кліпи
- Звезда (2005)
- Сердце (2005)
- Если да (2006)
- Кто я без тебя (2006)
- Ты хочешь (2006)
- Когда ты плачешь (2006)
- Мы будем вместе (2007)
- Глубина (2007)
- Верю я (2008)
- Ледокол надежда (2009)
- Догоним! Доженемо! (2009)
- Нежность (2011)
- Не расставайтесь (2011)
- Пацаны (2012)
- Папа (2012)
- Я тебя люблю (2013)
- Между висками (2013)
- Ora (2014)
- Новый герой (2014)
- Свобода и Любовь (2014)